# Грековка (река)
Грековка (укр. Греківка) — река на Украине, протекает по территории Изюмского района Харьковской области. Правый приток Северского Донца, впадает в него вблизи села Каменка.
Длина реки составляет 8,8 км. Площадь водосборного бассейна — 180 км². Уклон реки — 3,4 м/км.
Течёт преимущественно с юга на север по территории Изюмского района Харьковской области. Имеет несколько небольших притоков. Вблизи села Каменка сооружён пруд Грековка, использующийся рыбным хозяйством СЗАО «ИЗЮМРЫБА».